# 6056 Donatello
A 6056 Donatello (ideiglenes jelöléssel 2318 T-3) a Naprendszer kisbolygóövében található aszteroida. Cornelis Johannes van Houten,  Ingrid van Houten-Groeneveld és Tom Gehrels fedezte fel 1977. október 16-án.